# Benington (Hertfordshire)
Benington is een civil parish in het bestuurlijke gebied East Hertfordshire, in het Engelse graafschap Hertfordshire. In 2001 telde het civil parish 922 inwoners.